# Marie Desclauzas
Malvina Ernestine Armand, dite Marie Desclauzas, est une actrice française née à Paris le 13 septembre 1841 et morte à Nogent-sur-Marne le 8 mars 1912.
Son jeu plein de finesse, de verve et de gaîté lui fit remporter de brillants succès dans nombre de féeries, opérettes et comédies.

## Biographie
À l'âge de 14 ans elle entre au Conservatoire, et fait ses premiers débuts au théâtre de Reims. Après avoir joué à l'Ambigu et au Théâtre du Cirque, elle interprète, au Châtelet, La Poule aux œufs d'or, La Prise de Pékin, Rothomago. Ayant travaillé le répertoire de Jacques Offenbach et de Charles Lecocq, elle entreprend une tournée en Amérique, et rentre en Europe pour créer à Bruxelles le rôle de Mlle Lange de La Fille de Mme Angot de Charles Lecocq  et aux Théâtre des Folies-Dramatiques. En 1877, Marie Desclauzas passe à la Renaissance et y crée successivement le Petit Duc, La Camargo, opéra-comique de Albert Vanloo et Eugène Leterrier, La Petite Mademoiselle.
Comme toutes les grandes artistes d'opérette, telles Anna Judiç et Jeanne Granier, elle se met à travailler les rôles de comédie, et  entre, en 1885, au Gymnase, elle y crée successivement des rôles dans Sapho, la Doctoresse, l'Abbé Constantin. Entretemps, elle interprète L'Amour mouillé, aux Nouveautés, en 1887, et Mamzelle Pioupiou, à la Porte-Saint-Martin, en 1889.
Elle interprète de nombreux rôles sur des scènes parisiennes et se fait applaudir aussi pendant toute une saison, au théâtre Michel de Saint-Pétersbourg.

## Voix
Declauzas est devenu la définition d'un type de voix. En effet, vers 1875, après 3 ans éloignée de la scène par la maladie, elle perd sa voix lyrique. « Mais le courage n'est pas la moindre qualité de la vaillante Desclauzas, elle ne peut presque plus chanter, elle jouera la comédie, voilà ! ».

## Répertoire
- La Poule aux œufs d'or, Châtelet
- Monsieur Alphonse
- La Dame aux camélias
- Les Femmes nerveuses
- Les Petits Mousquetaires
- Cendrillon

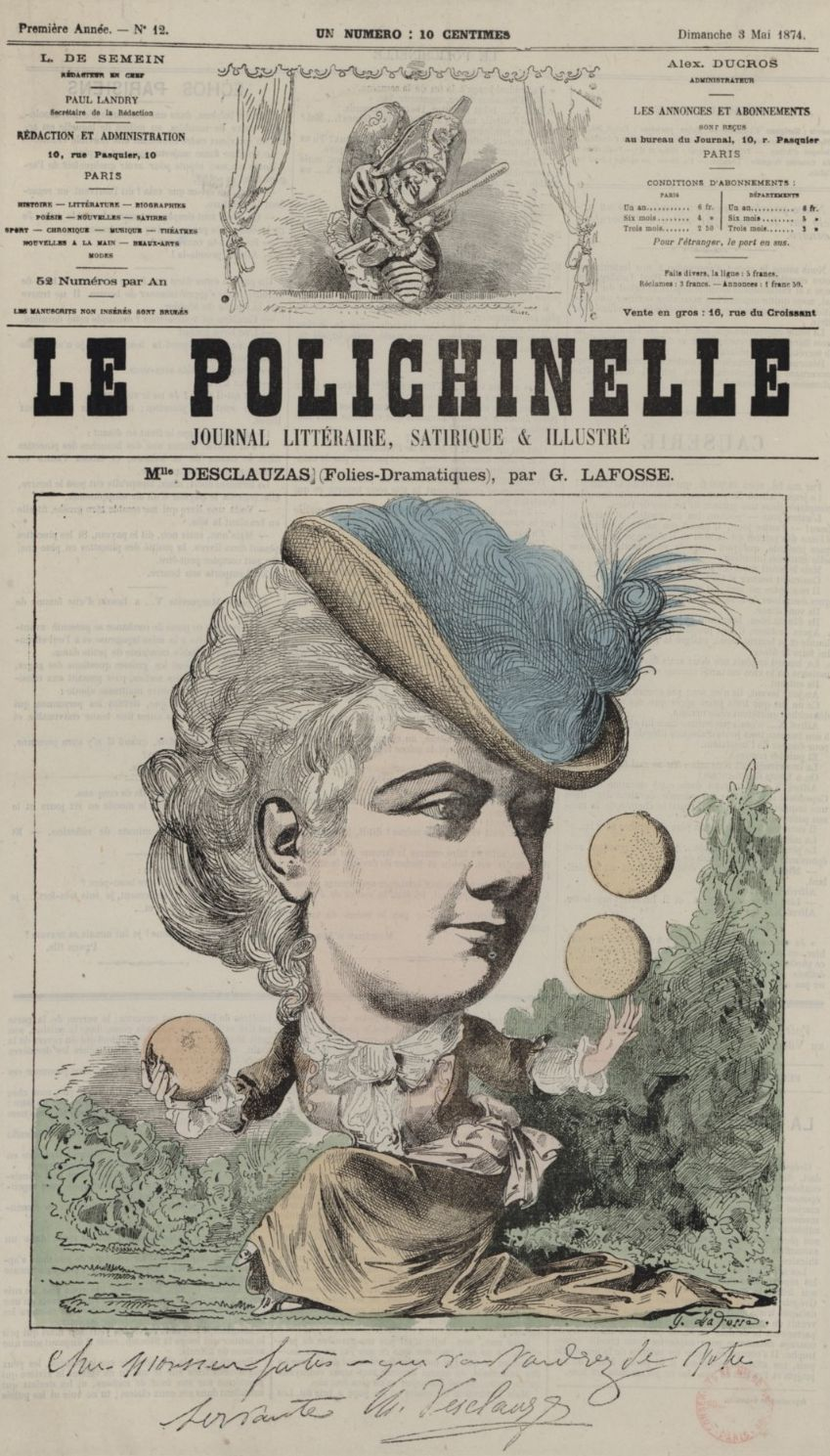
caricature de Georges Lafosse à la une du journal Le Polichinelle, 1874

- 1873 : La Fille de Mme Angot de Paul Siraudin, Clairville et Victor Koning, musique Charles Lecocq, Théâtre des Folies-Dramatiques
- 1878 : La Camargo, opéra-comique de Albert Vanloo et Eugène Leterrier, Renaissance
- Le petit duc, Renaissance
- 1881 : Janot,  opéra bouffe de Henri Meilhac et Ludovic Halévy, musique de Charles Lecocq
- Sapho,Gymnase
- L'Abbé Constantin
- 1887 L'Amour mouillé, Nouveautés

## Filmographie
- 1911 : Deux Vieux Garçons de Michel Carré
- 1911 : Le Mensonge de Jean le Manchot de Michel Carré

## Sources
- Paul Augé (dir.), Larousse du XXe siècle, 1929.
- Louis Germont, Loges d'artistes, 1889.

## références
1. ↑  Paris, État civil reconstitué, vue 15/53.
2. ↑  Acte de décès à Nogent-sur-Marne, n° 42, vue 10/49.
3. 1 2 3 4  Jules Delini, « Nécrologie », Comoedia, no 1623,‎ 10 mars 1912, p. 3 (lire en ligne, consulté le 18 novembre 2017).
4. ↑  Louis Germont, Loges d'artistes, 1889.